# 太田市美術館・図書館

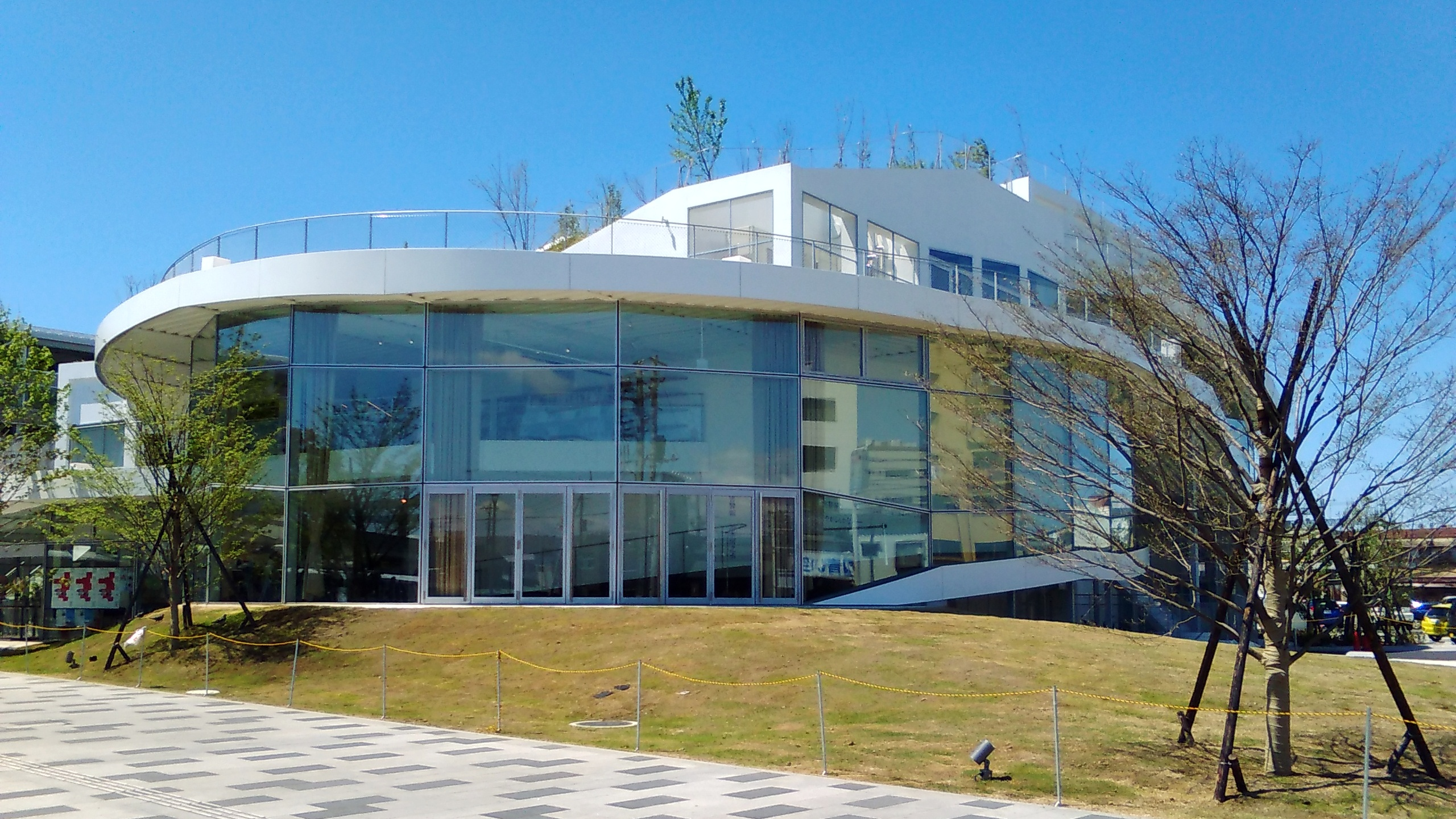
建物北面

太田市美術館・図書館（おおたしびじゅつかん・としょかん、ART MUSEUM & LIBRARY, OTA）は、群馬県太田市東本町にある複合文化施設。公共図書館と美術館としての機能を備えている。

## 特色
太田市立図書館とは別施設として、2017年（平成29年）に開館した公共施設である。「創造的太田人」をコンセプトとして、美術館と図書館を併設した。図書を借りるのには図書館カードが必要だが、太田市立図書館のカードとの互換性はない。
建築家の平田晃久が設計を担当し、南一番街として繁栄する太田駅南口に比べ閑散とする北口に、「人々の流れをもう一度駅前に呼び戻」すことを目標として構想された。設計のプロセスでは、2014年（平成26年）から「市民ワークショップ」が開催されるなどしていた。
当初施設のロゴは佐野研二郎が手掛ける予定でデザインも発表されていたが、2020年東京オリンピック・パラリンピックのエンブレムの撤回騒動の煽りを受け、本施設のロゴも盗作が指摘され、撤回されることとなった。新たなロゴマークは、グラフィックデザイナーの平野篤史のキーワードをうけて作成された。

## 歴史
- 2014年（平成26年） - 太田市の政策会議で、太田駅北口に「文化交流施設」を整備することが示される。
- 2015年（平成27年）6月 - 愛称を美術館の「び」と図書館の「と」から、「おおたBITO」とすることを決定。
- 2015年（平成27年） - 佐野研二郎がデザインしたロゴに対し、ジョシュ・ディバインが自身の作品に酷似していると指摘。清水聖義は当初「そのまま使用する」としていた[1]が、苦情が多数寄せられたことから9月20日～30日にかけて市民から意見を募集した。6割が「改めて公募し直す」だったことから、10月2日にロゴの使用を断念を発表した[2]。
- 2016年（平成28年） - 「BITO」の名称が商標申請されていることから、愛称として決定していた「おおたBITO」を取りやめることを決定した[3]。
- 2016年（平成28年） - 太田市美術館・図書館カフェおよびミュージアムショップの出店者を選定する公募型プロポーザルを実施。太田市西本町で喫茶店を構える「Blacksmith Coffee」が最優秀者として選定される。
- 2016年（平成28年） - 太田市美術館・図書館条例が制定される。
- 2017年（平成29年）1月13日 - 竣工式を開催。
- 2017年（平成29年）1月14日 - プレオープン。
- 2017年（平成29年）4月1日 - グランドオープン。

## 取り組み

### まちじゅう図書館
小布施町立図書館まちとしょテラソでの取り組みの太田市版。太田市内の店舗や住宅を小さな図書館と考え、そこの主を館長と呼ぶのも、まちとしょテラソでの取り組みと同一である。
2018年（平成30年）には、利用促進などを目的にまちじゅう図書館をめぐるスタンプラリーが開催された。

## 受賞歴
- 第31回村野藤吾賞（受賞者：平田晃久）
- 第59回BCS賞[4]
- 2017年度グッドデザイン賞 ベスト100 （受賞者：株式会社平田晃久建築設計事務所、オーヴ・アラップ・アンド・パートナーズ・ジャパン・リミテッド）